# Gerzino Nyamsi
Gerzino Nyamsi (ur. 22 stycznia 1997 w Saint-Brieuc) – francuski piłkarz kameruńskiego pochodzenia występujący na pozycji obrońcy we francuskim klubie RC Strasbourg. Wychowanek Rennes, w trakcie swojej kariery grał także w LB Châteauroux. Młodzieżowy reprezentant Francji.